# Éjféli expressz
Az Éjféli expressz (eredeti cím: Midnight Express) 1978-ban bemutatott amerikai–brit életrajzi filmdráma, melyet Alan Parker rendezett. A forgatókönyvet Oliver Stone írta, Billy Hayes 1977-ben kiadott Midnight Express című memoárja alapján. A film zenéjét Giorgio Moroder szerezte. A főbb szerepekben Brad Davis, Irene Miracle, John Hurt, Bo Hopkins, Paul L. Smith és Randy Quaid látható.
Világpremierje 1978. május 18-án volt az 1978-as cannes-i filmfesztiválon. A kritikusok pozitívan fogadták, különösen Davis és a többi színész alakításait, a forgatókönyvet, a rendezést és Moroder zenéjét. Ugyanakkor a török emberek erőszakosnak és aljasnak történő ábrázolása miatt kritikák is érték.
1979-ben az Oscar-gálán hat kategóriában jelölték, ebből a legjobb adaptált forgatókönyvnek (Stone) és a legjobb eredeti filmzenének (Moroder) járó díjakat vehette át. A 36. Golden Globe-gálán hat kategóriában bizonyult a legjobbnak, valamint a 32. BAFTA-gálán is megnyert három díjat.

## Cselekmény
1970. október 6-án Billy Hayes amerikai főiskolai hallgató Isztambulban tölti vakációját barátnőjével, Susannel. A fiú megpróbál a testére erősítve két kilogramm hasist felcsempészni az Egyesült Államokba tartó repülőgépükre. A terrorveszély miatt fokozott készültégben álló katonák azonban kiszúrják és a rendőrség letartóztatja Billyt.
Egy török börtönbe kerülve Billy kegyetlen bánásmóddal és életkörülményekkel szembesül. Mivel a bíróság hosszú évekig tartó börtönbüntetésre ítéli, az amerikai fiú a szökés mellett dönt.

## Szereplők
| Szerep                           | Színész         | Magyar hang          | Magyar hang        |
| Szerep                           | Színész         | 1. szinkron          | 2. szinkron (2009) |
| -------------------------------- | --------------- | -------------------- | ------------------ |
| Billy Hayes                      | Brad Davis      | Tóth Sándor          | Dévai Balázs       |
| Susan                            | Irene Miracle   | Rudolf Teréz         | Tompos Kátya       |
| Tex                              | Bo Hopkins      | Balázsi Gyula        | Csankó Zoltán      |
| Jimmy Booth                      | Randy Quaid     | Szabó Sipos Barnabás | Anger Zsolt        |
| Rifki                            | Paolo Bonacelli | Hollósi Frigyes      | Bezerédi Zoltán    |
| Max                              | John Hurt       | Szacsvay László      | Epres Attila       |
| Hamidou                          | Paul L. Smith   | eredeti nyelven      | eredeti nyelven    |
| Erich                            | Norbert Weisser | Kőszegi Ákos         |                    |
| William Hayes, Billy apja        | Mike Kellin     | Kézdy György         | Cs. Németh Lajos   |
| Yesil, Billy ügyvédje            | Franco Diogene  | Vajda László         | Hannus Zoltán      |
| Stanley Daniels, amerikai konzul | Michael Ensign  |                      | Sztarenki Pál      |
| bíró                             | Gigi Ballista   | eredeti nyelven      | eredeti nyelven    |
| török ügyész                     | Kevork Malikyan | eredeti nyelven      | eredeti nyelven    |
| Ahmet                            | Peter Jeffrey   | Sinkó László         | Mertz Tibor        |

## A film készítése
Bár az eredeti történetnek megfelelően Isztambulban akarták leforgatni a filmet, a stáb erre nem kapott engedélyt a török hatóságoktól. Így a felvételeket Máltán készítették, a börtönjeleneteknek a vallettai Fort Saint Elmo szolgált helyszínéül. A forgatás 1977. szeptember 12-én kezdődött. A felvételek heti hat napon át zajlottak, 53 napon át.

## Fogadtatás

### Fontosabb díjak és jelölések
| Díj                    | Kategória                            | Jelölt                                    | Eredmény | Ref.   |
| ---------------------- | ------------------------------------ | ----------------------------------------- | -------- | ------ |
| Oscar-díj              | legjobb film                         | Alan Marshall és David Puttnam (producer) | Jelölve  | [ 8 ]  |
| Oscar-díj              | legjobb rendező                      | Alan Parker                               | Jelölve  | [ 8 ]  |
| Oscar-díj              | legjobb férfi mellékszereplő         | John Hurt                                 | Jelölve  | [ 8 ]  |
| Oscar-díj              | legjobb adaptált forgatókönyv        | Oliver Stone                              | Elnyerte | [ 8 ]  |
| Oscar-díj              | legjobb vágás                        | Gerry Hambling                            | Jelölve  | [ 8 ]  |
| Oscar-díj              | legjobb eredeti filmzene             | Giorgio Moroder                           | Elnyerte | [ 8 ]  |
| BAFTA-díj              | legjobb film                         | Alan Parker                               | Jelölve  | [ 10 ] |
| BAFTA-díj              | legjobb rendező                      | Alan Parker                               | Elnyerte | [ 10 ] |
| BAFTA-díj              | legjobb férfi főszereplő             | Brad Davis                                | Jelölve  | [ 10 ] |
| BAFTA-díj              | legjobb férfi mellékszereplő         | John Hurt                                 | Elnyerte | [ 10 ] |
| BAFTA-díj              | legjobb vágás                        | Gerry Hambling                            | Elnyerte | [ 10 ] |
| BAFTA-díj              | legígéretesebb elsőfilmes főszereplő | Brad Davis                                | Jelölve  | [ 10 ] |
| Cannes-i filmfesztivál | Arany Pálma                          | Alan Parker                               | Jelölve  |        |
| Golden Globe-díj       | legjobb filmdráma                    | –                                         | Elnyerte | [ 9 ]  |
| Golden Globe-díj       | legjobb férfi főszereplő (filmdráma) | Brad Davis                                | Jelölve  | [ 9 ]  |
| Golden Globe-díj       | legjobb férfi mellékszereplő         | John Hurt                                 | Elnyerte | [ 9 ]  |
| Golden Globe-díj       | legjobb rendező                      | Alan Parker                               | Jelölve  | [ 9 ]  |
| Golden Globe-díj       | legjobb forgatókönyv                 | Oliver Stone                              | Elnyerte | [ 9 ]  |
| Golden Globe-díj       | legjobb eredeti filmzene             | Giorgio Moroder                           | Elnyerte | [ 9 ]  |
| Golden Globe-díj       | az év színész felfedezettje          | Brad Davis                                | Elnyerte | [ 9 ]  |
| Golden Globe-díj       | Az év színésznő felfedezettje        | Irene Miracle                             | Elnyerte | [ 9 ]  |

## Fordítás
- Ez a szócikk részben vagy egészben  a   Midnight Express (film) című angol Wikipédia-szócikk ezen változatának fordításán alapul.  Az eredeti cikk szerkesztőit annak laptörténete sorolja fel. Ez a jelzés csupán a megfogalmazás eredetét és a szerzői jogokat jelzi, nem szolgál a cikkben szereplő információk forrásmegjelöléseként.